# Rikke Rottensten
Rikke Rottensten (født 1966) er en dansk teaterkritiker og redaktør på bl.a. teatermagasinet Teater 1, Kristeligt Dagblad og Berlingske. Hun er uddannet cand.mag. i dansk og teatervidenskab fra Københavns Universitet. Hun er desuden en af de mange bidragsydere til Gyldendals Teaterleksikon.
I 2016 blev hun ansat som museumsinspektør på Det Danske Revymuseum på Frederiksberg, der i 2018 skiftede navn til Alhambra - Museet for humor og satire

## Udgivelser
- "Lisbet Dahl - Undskyld, jeg blander mig" (2017)[4] udgivet på People's Press
- "Preben Kaas - Det bli’r vinter førend man aner" (2012)[5] udgivet på People's Press
- "Kammerat med solen. En biografi om Stig Lommer"[6], (2009) udgivet på Thaning & Appel

Alle skrevet med Jakob Steen Olsen.